# Östra Tommarps landskommun
Östra Tommarps landskommun var en tidigare kommun i dåvarande Kristianstads län.

## Administrativ historik
Kommunen bildades i Tommarps socken i Järrestads härad i Skåne när 1862 års kommunalförordningar trädde i kraft. Namnet var före 17 april 1885 Tommarps landskommun.
Vid kommunreformen 1952 uppgick kommunen i Tommarps landskommun som 1969 uppgick i Simrishamns stad som 1971 ombildades till Simrishamns kommun.

## Politik

### Mandatfördelning i Östra Tommarps landskommun 1942-1946
| 8 | 12 |

| 19 |

| 7 | 7 | 6 |

| 20 |